# ماجیسانو
ماجیسانو (به ایتالیایی: Magisano) یک کومونه در ایتالیا است که در استان کاتانزارو واقع شده‌است.

## خصوصیات
ماجیسانو ۳۱ کیلومترمربع مساحت و ۱٬۲۶۸ نفر جمعیت دارد و ۷۵۰ متر بالاتر از سطح دریا واقع شده‌است.